# A Escada da Ascensão Divina

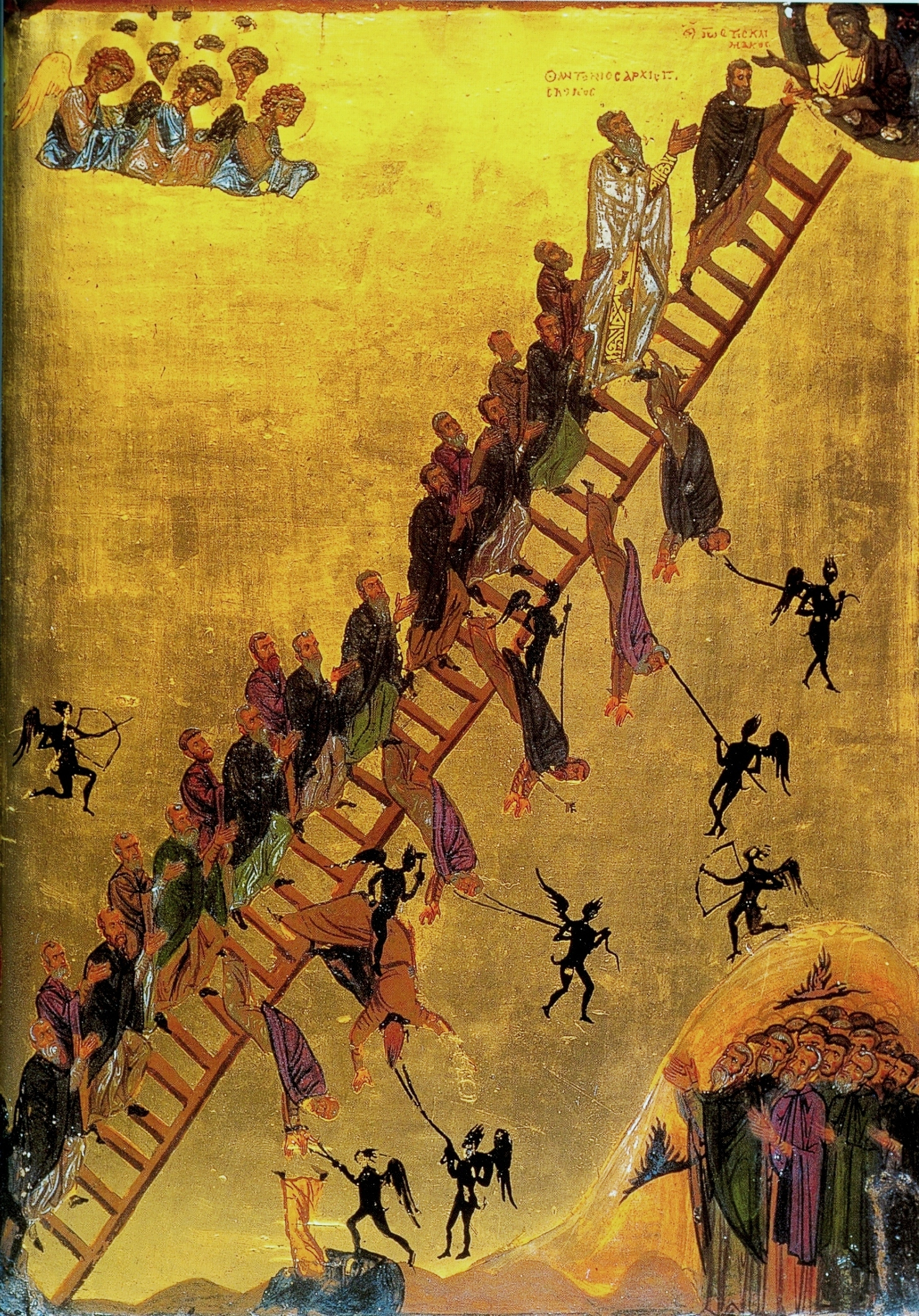
Ícone da Escada da Ascensão Divina do século XII (Mosteiro de Santa Catarina, Península do Sinai, Egito), mostrando monges, liderados por São João Clímaco, subindo a escada até Cristo, no canto superior direito.

A Escada da Ascensão Divina ou Escada do Paraíso (Κλῖμαξ; Scala ou Climax Paradisi) é um importante tratado ascético para o monaquismo na Ortodoxia e no Catolicismo Romano, escrito por São João Clímaco por volta do ano 600 d.C. no Mosteiro de Santa Catarina, solicitado por João, Abade do Mosteiro de Raithu .
A Scala, que obteve imensa popularidade e tornou seu autor conhecido na Igreja, é dirigida aos anacoretas e cenobitas e trata dos meios pelos quais o mais alto grau de perfeição religiosa pode ser alcançado. Dividido em trinta partes, ou "passos", em memória dos trinta anos de vida de Cristo, o modelo divino para o fiel cristão, ele apresenta um quadro de todas as virtudes e contém muitas parábolas e toques históricos, extraídos principalmente da vida monástica, e exibindo a aplicação prática dos preceitos.
Ao mesmo tempo, como a obra é escrita, em sua maior parte, de forma concisa e sentenciosa, com o auxílio de aforismos, e como os raciocínios não estão explicitamente conectados, ela é considerada um tanto obscura por alguns. Isso explica por que ela foi objeto de vários comentários, mesmo em tempos muito antigos. O mais antigo dos manuscritos contendo a Scala é encontrado na Biblioteca Nacional em Paris e provavelmente foi trazido de Florença por Catarina de Médici . Em alguns desses manuscritos, a obra traz o título de "Tábuas Espirituais" (Plakes pneumatikai).

## Degraus na escada para o céu
A Scala consiste em 30 capítulos, ou "degraus",
- 1–4: Renúncia ao mundo e obediência ao pai espiritual.
  - 1. Περὶ ἀποταγῆς (Sobre a renúncia ao mundo, ou ascetismo)
  - 2. Περὶ ἀπροσπαθείας (Sobre desapego)
  - 3. Περὶ ξενιτείας (Sobre exílio ou peregrinação; sobre sonhos que iniciantes têm)
  - 4. Περὶ ὑπακοῆς (Sobre obediência abençoada e sempre memorável (além de episódios envolvendo muitos indivíduos))
- 5–7: Penitência e aflição (πένθος) como caminhos para a felicidade verdadeira
  - 5. Περὶ μετανοίας (Sobre o arrependimento cuidadoso e verdadeiro, que constitui a vida dos santos condenados, e sobre a Prisão)
  - 6. Περὶ μνήμης θανάτου (Sobre a lembrança da morte (memento mori))
  - 7. Περὶ τοῦ χαροποιοῦ πένθους (Sobre o luto alegre)
- 8–17: Derrota dos vícios e aquisição da virtude
  - 8. Περἰ ἀοργησίας (Sobre a libertação da raiva e sobre a mansidão)
  - 9. Περἰ μνησικακίας (Sobre a lembrança dos erros)
  - 10. Περἰ καταλαλιᾶς (Sobre a calúnia ou difamação)
  - 11. Περὶ πολυλογίας καἰ σιωπῆς (Sobre tagarelice e silêncio)
  - 12. Περὶ ψεύδους (Sobre mentir)
  - 13. Περὶ ἀκηδίας (Sobre desânimo)
  - 14. Περὶ γαστριμαργίας (Sobre aquele amante clamoroso, o estômago)
  - 15. Περὶ ἀγνείας (Sobre a pureza e castidade incorruptíveis, às quais os corruptíveis alcançam por meio de trabalho e suor)
  - 16. Περὶ φιλαργυρίας (Sobre o amor ao dinheiro, ou avareza)
  - 17. Περὶ ἀκτημοσύνης (Sobre a não possessividade (que acelera alguém para o céu))
- 18–26: Evitar as armadilhas no ascetismo (preguiça, orgulho, estagnação mental)
  - 18. Περὶ ἀναισθησίας (Sobre a insensibilidade, isto é, o entorpecimento da alma e a morte da mente antes da morte do corpo)
  - 19. Περὶ ὕπνου καὶ προσευχῆς (Sobre o sono, a oração e a salmodia com a irmandade)
  - 20. Περὶ ἀγρυπνίας (Sobre a vigília corporal e como usá-la para atingir a vigília espiritual, e como praticá-la)
  - 21. Περὶ δειλίας (Sobre a covardia pueril e desviril)
  - 22. Περὶ κενοδοξίας (Sobre as muitas formas de vanglória)
  - 23. Περὶ ὑπερηφανείας, Περὶ λογισμῶν βλασφημίας (Sobre o orgulho louco e (no mesmo degrau) sobre pensamentos impuros e blasfemos; sobre pensamentos blasfemos inomináveis)
  - 24. Περὶ πραότητος και ἁπλότητος (Sobre a mansidão, simplicidade e inocência, que não vêm da natureza, mas do esforço consciente, e sobre a astúcia)
  - 25. Περὶ ταπεινοφροσύνης (Sobre o destruidor das paixões, a mais sublime humildade, que está enraizada na percepção espiritual)
  - 26. Περὶ διακρίσεως (Sobre o discernimento de pensamentos, paixões e virtudes; sobre o discernimento especializado; breve resumo de todos os mencionados acima)
- 27–29: Aquisição da hesychia, ou paz da alma, da oração e da apatheia (desapego ou equanimidade com relação às aflições ou sofrimento)
  - 27. Περὶ ἡσυχίας (Sobre a santa quietude do corpo e da alma; diferentes aspectos da quietude e como distingui-los)
  - 28. Περὶ προσευχῆς (Sobre a santa e abençoada oração, a mãe das virtudes, e sobre a atitude da mente e do corpo na oração)
  - 29. Περὶ ἀπαθείας (Sobre o Céu na Terra, ou desapego e perfeição divinos, e a ressurreição da alma antes da ressurreição geral)
- 30. Περὶ ἀγάπης, ἐλπίδος και πίστεως (Sobre a ligação da suprema trindade entre as virtudes; uma breve exortação resumindo tudo o que foi dito extensamente neste livro)

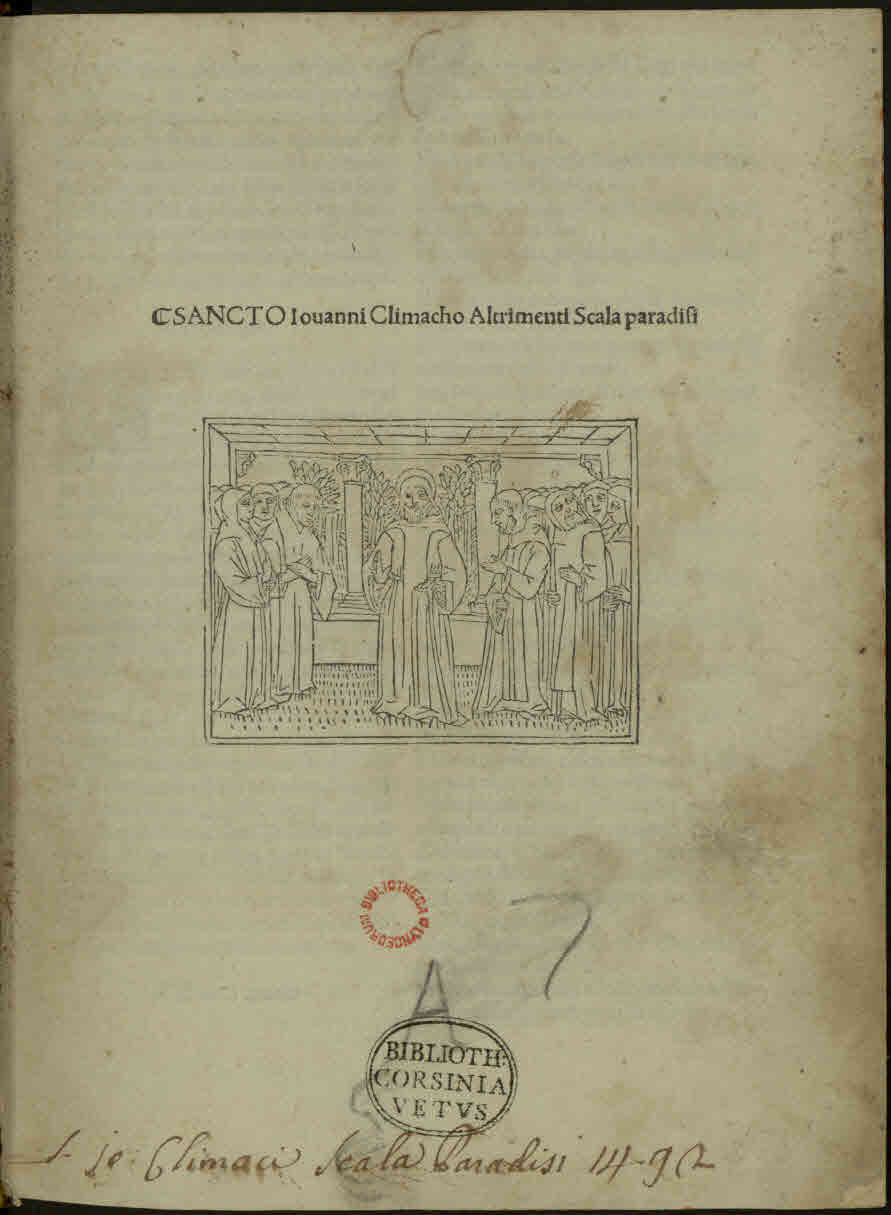
Scala paradisi, edição de 1492

Foi traduzido para o latim por Ambrogio, o Camaldolese (Ambrosius Camaldulensis) (Veneza, 1531 e 1569; Colônia, 1583, 1593, com um comentário de Denis, o Cartuxo ; e 1601). O grego da Scala, com os escólios de Elias, Arcebispo de Creta, e também o texto do "Liber ad Pastorem", foram publicados por Matthæus Raderus com uma tradução latina (Paris, 1633). O todo está reproduzido em Patrologia Graeca, vol. 88 (Paris, 1860). Traduções da Scala foram publicadas em espanhol por Luís de Granada (Salamanca, 1551), em italiano (Veneza, 1585), em grego moderno por Máximo Margônio, Bispo de Cerigo (Veneza, 1590), e em francês por Arnauld d'Andilly (Paris, 1688). A última dessas traduções é precedida por uma vida do santo escrita por Le Maistre de Sacy . Uma tradução da Scala, La Escala Espiritual de San Juan Clímaco, tornou-se o primeiro livro impresso nas Américas, em 1532.

## Análise da Iconografia
A Escada da Ascensão Divina é derivada de manuscritos dos séculos XI e XII, trazendo pictoricamente uma visão do céu a partir de uma escada de 30 degraus. A colocação estratégica da escada que corta o ícone em dois triângulos complementares, representando o céu no módulo triangular superior e a terra no inferior. A jornada até o topo da escada, onde Jesus chega com as mãos abertas, é repleta de obstáculos de pecado representados pelos demônios com arco e flechas prontos para levar as almas daqueles que não têm perseverança. A imagem é figurativa no sentido de que os demônios representados visualmente no ícone são os pecados contra os quais o homem luta internamente. Neste caso, os monges sobem cada degrau com dor à medida que alcançam novas alturas. O ato de escalar também representa dor física, o que vale para qualquer exercício que desafie a gravidade. Nesse sentido, o peso que os monges sentem é físico, mental e espiritual. O ícone mostra vários exemplos de monges que cederam à tentação do pecado enquanto os demônios com correntes escuras içavam suas vítimas da escada para o inferno. Essas batalhas são representadas visualmente entre os monges e seus pecados. São João Clímaco demonstra liderança por meio da perseverança ao chegar ao degrau mais alto. Sua posição inspiradora perto de Cristo serve como um guia para aqueles que ainda lutam em sua jornada. Entre os perigos de subir a escada está um grupo de irmãos reunidos no canto inferior direito, com os braços erguidos em oração aos anjos acima, no canto superior esquerdo. Isso representa os pensamentos e orações que atravessam o campo de batalha, dando apoio àqueles no caminho para o céu por meio da virtude. Uma vida baseada na oração e na penitência como caminho para a salvação é a virtude pela qual eles vivem. Os anjos acima à esquerda representam os justos subindo a escada abaixo da mesma forma que os santos irmãos à direita inferior refletem os anjos acima.
No topo da escada está o arcebispo Santo Antônio (alguns estudiosos supõem que este arcebispo Antônio provavelmente era o abade do Mosteiro na época em que o ícone foi pintado, seguindo São João tanto na sucessão quanto na Escada, não deve ser confundido com o santo católico romano Santo Antônio de Lisboa), com uma túnica branca com detalhes dourados, abraçando o convite para o céu com Deus. A túnica branca que o arcebispo Antonios usa é de seda com punhos de ouro (ou epimanikia) e uma faixa (ou epitrachelion) que o distingue dos outros na subida. O status imperial do arcebispo Antônio implica uma relação próxima com o próprio ícone. Um símbolo de sua proeminência dentro da comunidade religiosa. Suas mãos estão levantadas abertamente para refletir a graça que Cristo lhe deu. João Clímaco está na frente do arcebispo e lidera o mesmo gesto com a mão. Muitas inscrições afirmam que João Clímaco foi "feito um com Deus". O ícone foi venerado tanto com João Clímaco em mente quanto com o arcebispo Antonios. Segundo Hans Belting, não se sabe se o arcebispo Antônio veio da capital do Sinai ou se foi mesmo arcebispo. Aqueles que sugerem que ele era o arcebispo incluem Doula Mouriki, por exemplo. Essa controvérsia permanece até hoje sobre o patrocínio imperial do ícone.

## Tradução Árabe
A Escada Celestial foi traduzida como um ícone para a comunidade religiosa de língua árabe, provavelmente no mosteiro de Santa Catarina, no Sinai. São João Clímaco conduz seu povo através do texto no lado esquerdo da página para mostrar a tradição grega em vez do texto da direita, como a tradição árabe. Ele não se senta no chão como os muçulmanos, mas sim em uma mesa. Isso é complementado por uma adaptação menor do ícone. A reprodução mostra Cristo conduzindo os piedosos ao céu por uma escada que corta o ícone do canto inferior direito para o canto superior esquerdo de forma ascendente. Este é o oposto do ícone original do final do século XII. Este ícone árabe do século XVII é colorido com suas imagens. Moisés é retratado ajoelhado diante da sarça ardente à direita. A Virgem Maria e o Menino Jesus são iluminados dentro da chama em forma de lágrima. São João Clímaco é visto no canto inferior esquerdo com outros monges em Santa Catarina. Na base da escada, um monge caindo no inferno mantém o equilíbrio na escada enquanto São João Clímaco ajuda a agarrar o demônio.